# Ханинское (сельское поселение)
Ханинское муниципальное образование — упразднённое муниципальное образование в составе Суворовского района Тульской области.
Административный центр — посёлок Ханино.
Законом Тульской области от 1 апреля 2013 года № 1901-ЗТО, муниципальные образования Ханинское и Берёзовское преобразованы, путём объединения, в муниципальное образование Юго-Восточное.

## Населённые пункты
В состав сельского поселения входит 50 населённых пунктов:
- посёлки: Ханино, Михайловский, Первомайский, Старое Ханино.
- сёла: Аргуново, Богданово, Дальнерусаново, Зябрево, Красное Михайлово, Марково, Шмарово.
- деревни: Андреевка, Беляево, Борисово, Бутырки, Воробьево, Галкино, Дмитриевка, Желтиково, Житня, Завалье, Иванчиково, Исаково, Касторово, Клевцово, Колонтаево, Кошелевка, Леохино, Лисово, Малиновка, Матюково 1, Матюково 2, Митинка, Михайловка, Мосолово, Новоалександровка, Платово, Погост, Полагино, Своино, Суворово, Судово, Терешаты, Токарево, Точна, Юрово.
- посёлок при железнодорожной станции: Новое Ханино.
- хутор: Родионовский.
- населенный пункт: Ханинское Лесничество.